# Oreogeton gracilipes
Oreogeton gracilipes är en tvåvingeart som först beskrevs av White 1916.  Oreogeton gracilipes ingår i släktet Oreogeton och familjen Oreogetonidae. Inga underarter finns listade i Catalogue of Life.